# Аргус великий
Аргус великий (Argusianus argus) — вид куроподібних птахів родини фазанових (Phasianidae).

## Поширення
Вид поширений на Малайському півострові від південного Тенассеріму до Джохора, на Суматрі і Калімантані. Живе лише в густих і майже непрохідних джунглях, де він живе приховано.

## Опис
Самець завдовжки 160—200 см (з них 105—143 см припадає на хвіст), вага 2040—2725 г; самиця 72-76 см (з них 30-36 хвоста) і вагою на 1590—1700 г ваги. Це фазан з коричневим оперенням із блакитною головою та шиєю, червоною верхньою частиною грудей, чорним пір'ям, схожим на волосся на тімені й потилиці, і червоними ногами. Самці мають дуже довге хвостове пір'я та величезні, широкі й сильно подовжені вторинні пір'я крил, прикрашені великими очними плямами. Молоді самці розвивають доросле оперення на третьому році життя. Самиці менші і тьмяніші за самців, з коротшими хвостами і меншою кількістю плям на крилах.

## Підвиди
- A. a. grayi (D. G. Elliot), ендемік Борнео;
- A. a. argus (Linnaeus), поширений на Малайському півострові і на Суматрі.